# Iwaya-ji (Kumakōgen)

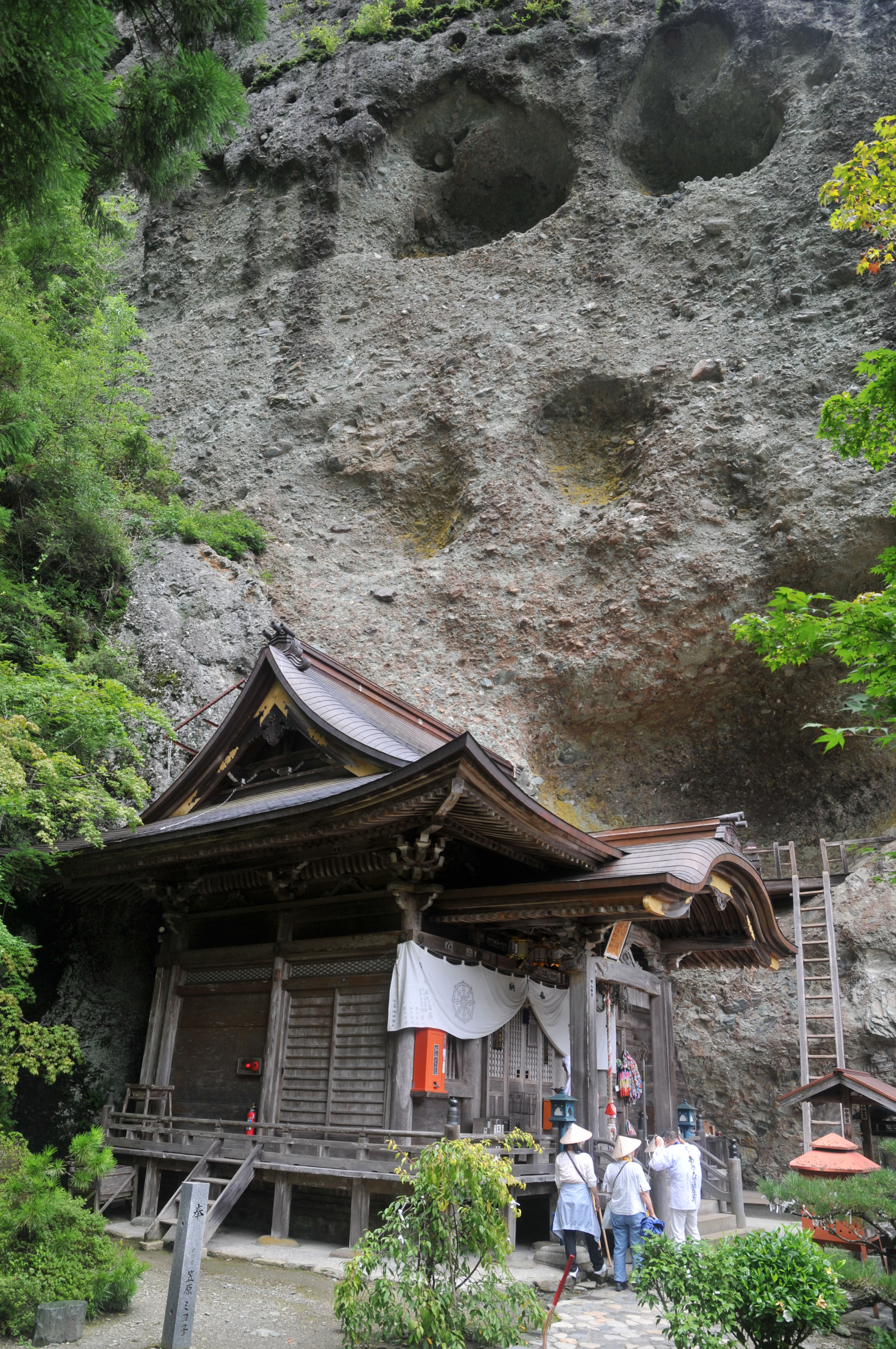
Haupthalle

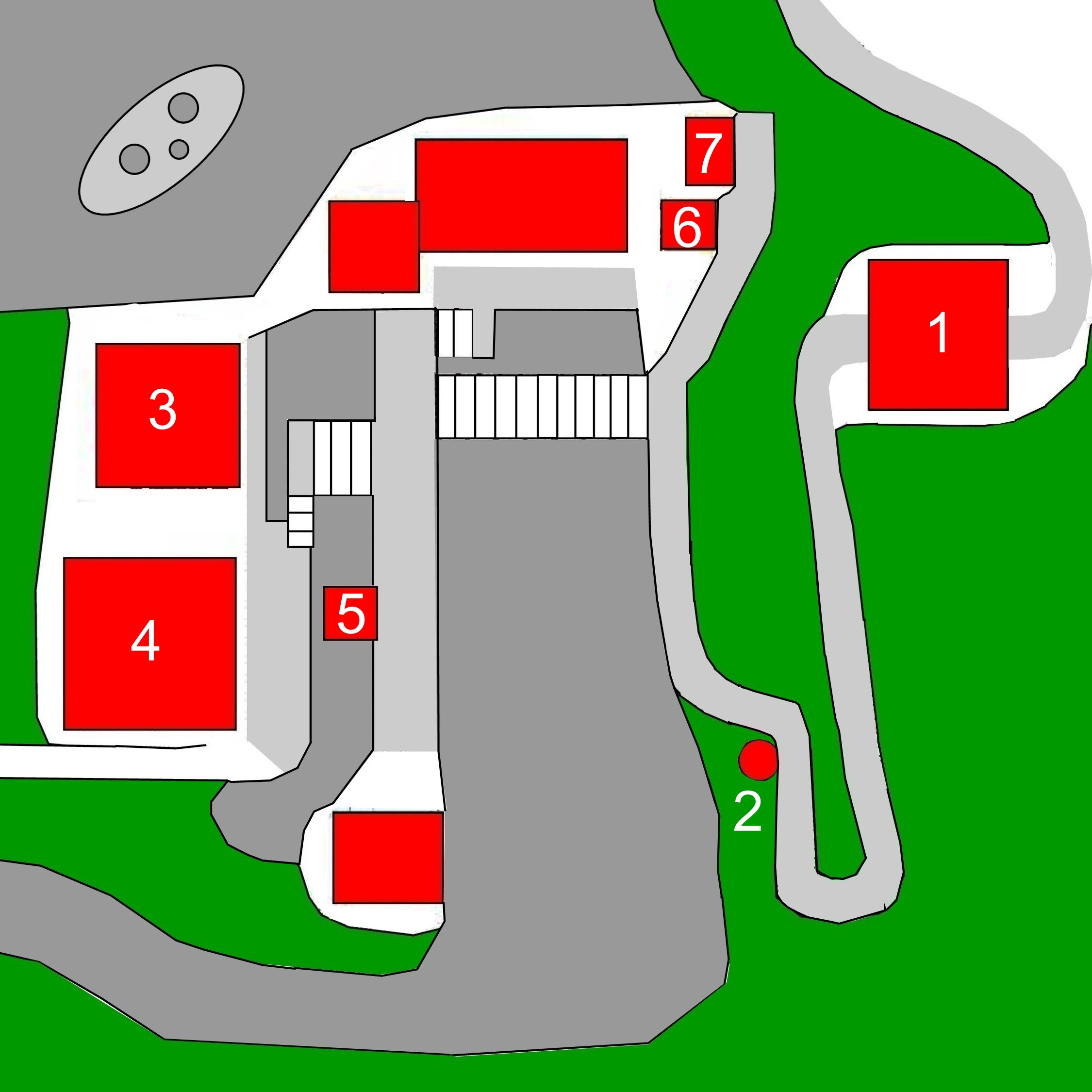
Plan des Tempels (s. Text)

Der Iwaya-ji (japanisch 岩屋寺) mit dem Go Kaiganzan (海岸山) ist ein Tempel der Buzan-Richtung (豊山派) des Shingon-Buddhismus in Kumakōgen (久万高原町) in der Präfektur Ehime. Er liegt auf 700 m Höhe am Fuße einer Felswand. In der traditionellen Zählung ist der Iwaya-ji der 45. Tempel des Shikoku-Pilgerwegs.

## Geschichte
Priester Kūkai soll die Gebetsstätte im 6. Jahr Kōnin (815) besucht haben. Er soll bei seinem Besuch den heiligen Fudō (不動明王) aus Holz und dann noch einen aus Stein hergestellt haben. Der hölzerne ist die Hauptkultfigur, der steinerne steht an der Felswand, die sich hinter dem Tempel erstreckt. Es gibt eine Zeichnung der Anlage, die Priester Ippen (一遍;1239–1289) bei seinem Besuch angefertigt hat: Sie zeigt eine weiträumige Anlage.
Nicht mehr feststellbar ist, wann der Tempel zur „hinteren Gebetsstätte“ (奥の院, Oku-no-in) des 44. Tempels Daihō-ji wurde. 1874 jedenfalls erlangte er seine Selbstständigkeit.  1889 brannte der Tempel ab, wobei auch die geschichtlichen Unterlagen verloren gingen. Nur das weit unterhalb gelegene Niō-Tor blieb damals erhalten. 1920 wurde die Daishidō wieder erbaut, und zwar deutlich größer als die Haupthalle. 1927 folgte die Haupthalle und sieben Jahre später das Tempeltor. 1952 wurde der Glockenturm errichtet und 1963 das Gästequartier. 1978 wurden schließlich die Pavillons für den „Seriwari Fudō“ (逼割不動堂) und die für den „Hakusan Gongen“ (白山権現堂) ergänzt. 2005 wurde der Asteroid (52601) Iwayaji nach dem Tempel benannt.

## Anlage
Nach Passieren des vorderen Tempeltors, das hier als Niō-Tor (仁王, Niō-mon; 1), also als ein Tor mit Platz für die Tempelwächter rechts und links vom Durchgang angelegt ist, geht es auf einem windungsreichen Weg weiter zum Tempel, wobei man am heiligen Jizō (地蔵菩薩; 2), dem Beschützer der Wanderer und Kinder, vorbeikommt. Nach weiteren Biegungen gelangt man zum Tempel selbst.
Auf der untersten Ebene befinden sich rechts die Pavillons für den Seriwari Fudō (編割不動; 6) und die heilige Benten (弁天; 7). Zur mittleren, schmalen Ebene gelangt man über eine längere Treppe. Auf dieser Ebene befindet sich links der Glockenturm (鐘楼, Shōrō; 5) und am Ende ein weiteres Gebäude. Auf der obersten Ebene hat man die kleine Haupthalle (本堂, Hondō; 3) vor sich und daneben eine größere Halle, die dem Tempelgründer gewidmet ist, die Daishidō (大師堂; 4).
Der Tempel kann auf einem anderen Weg erreicht werden. Man passiert dann ein hinteres Tempeltor (山門, Sammon).

## Bilder

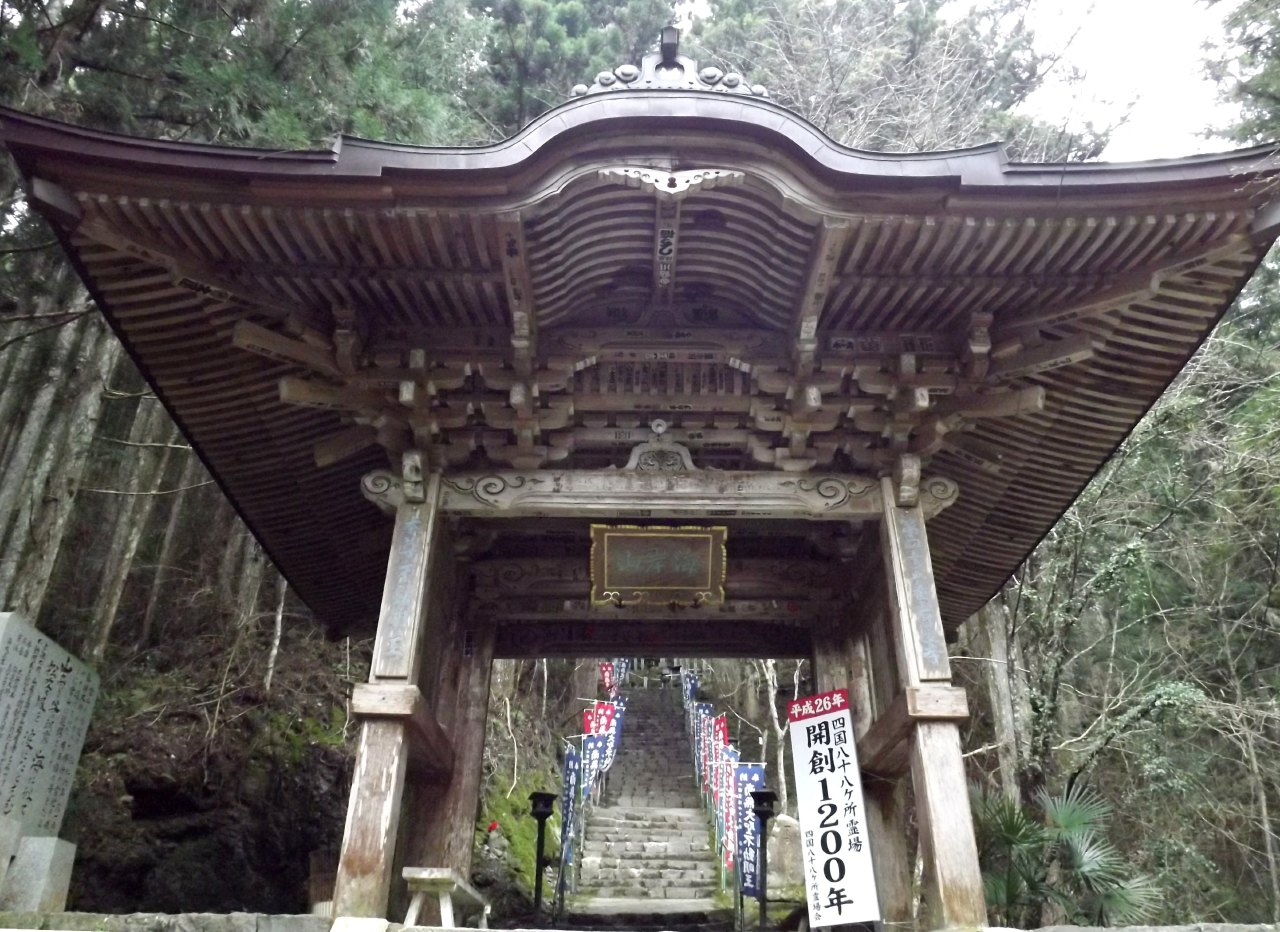
Hinteres Tempeltor
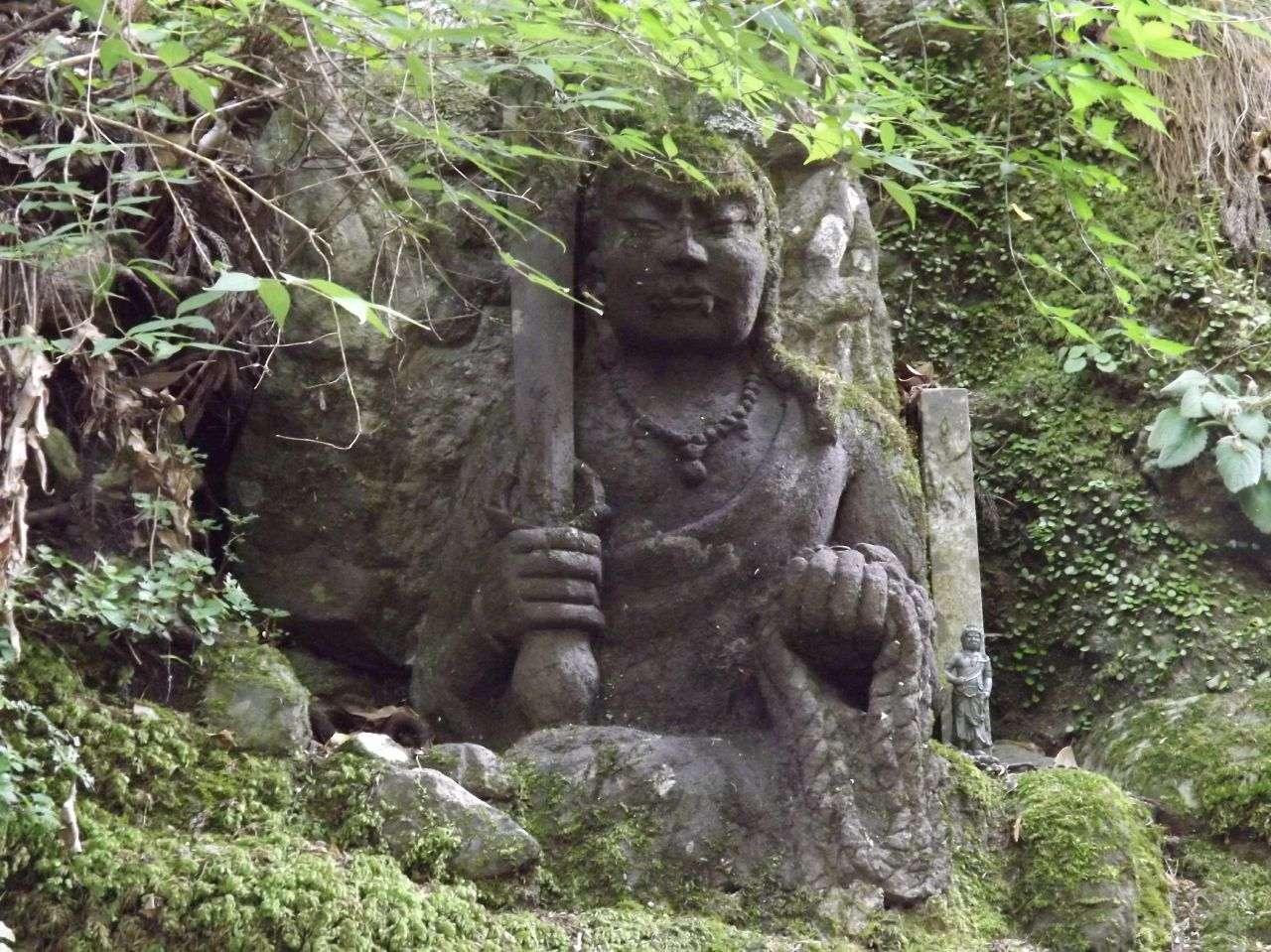
Fudō am Weg
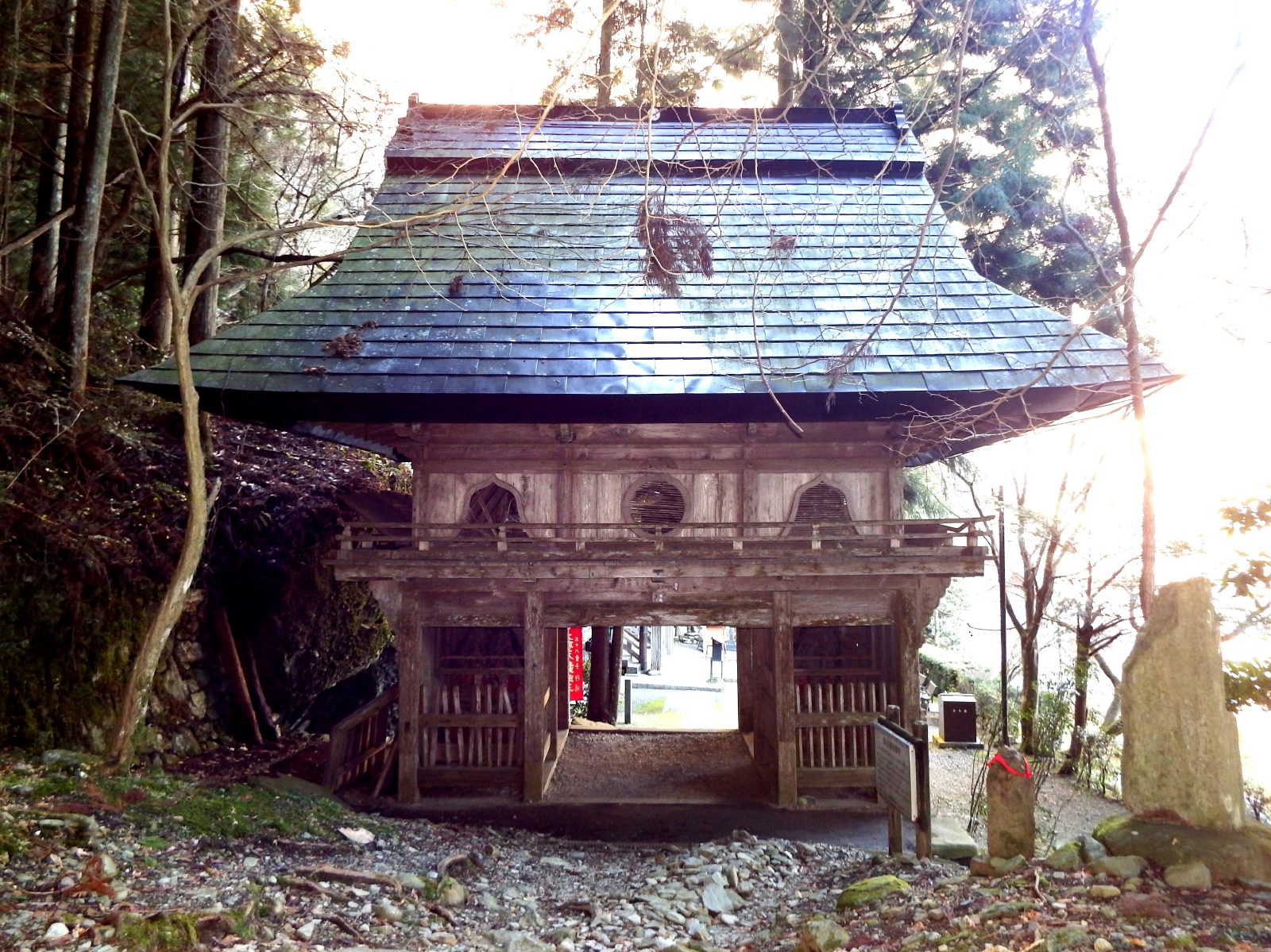
Niō-Tor
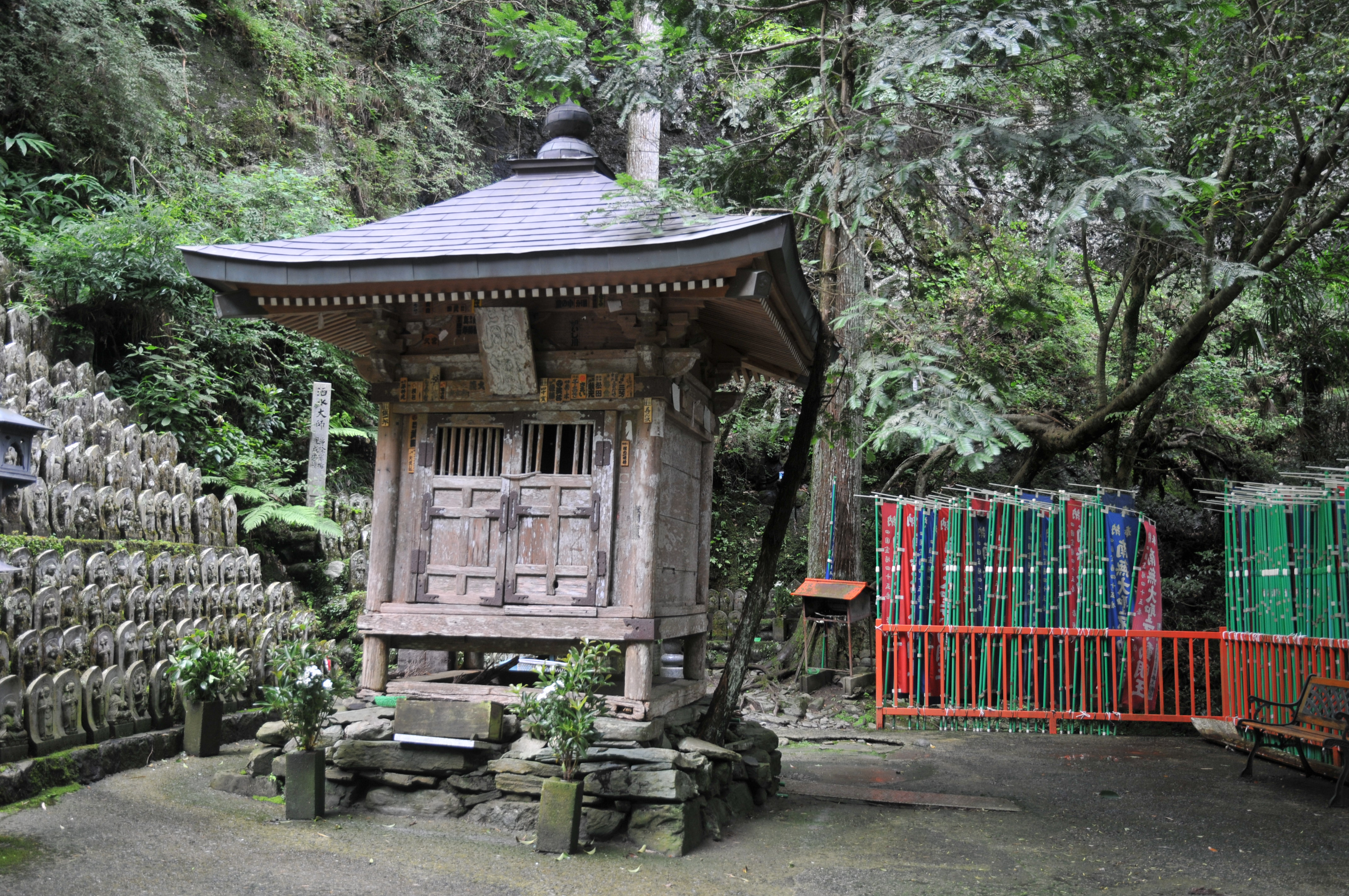
Jizōdō
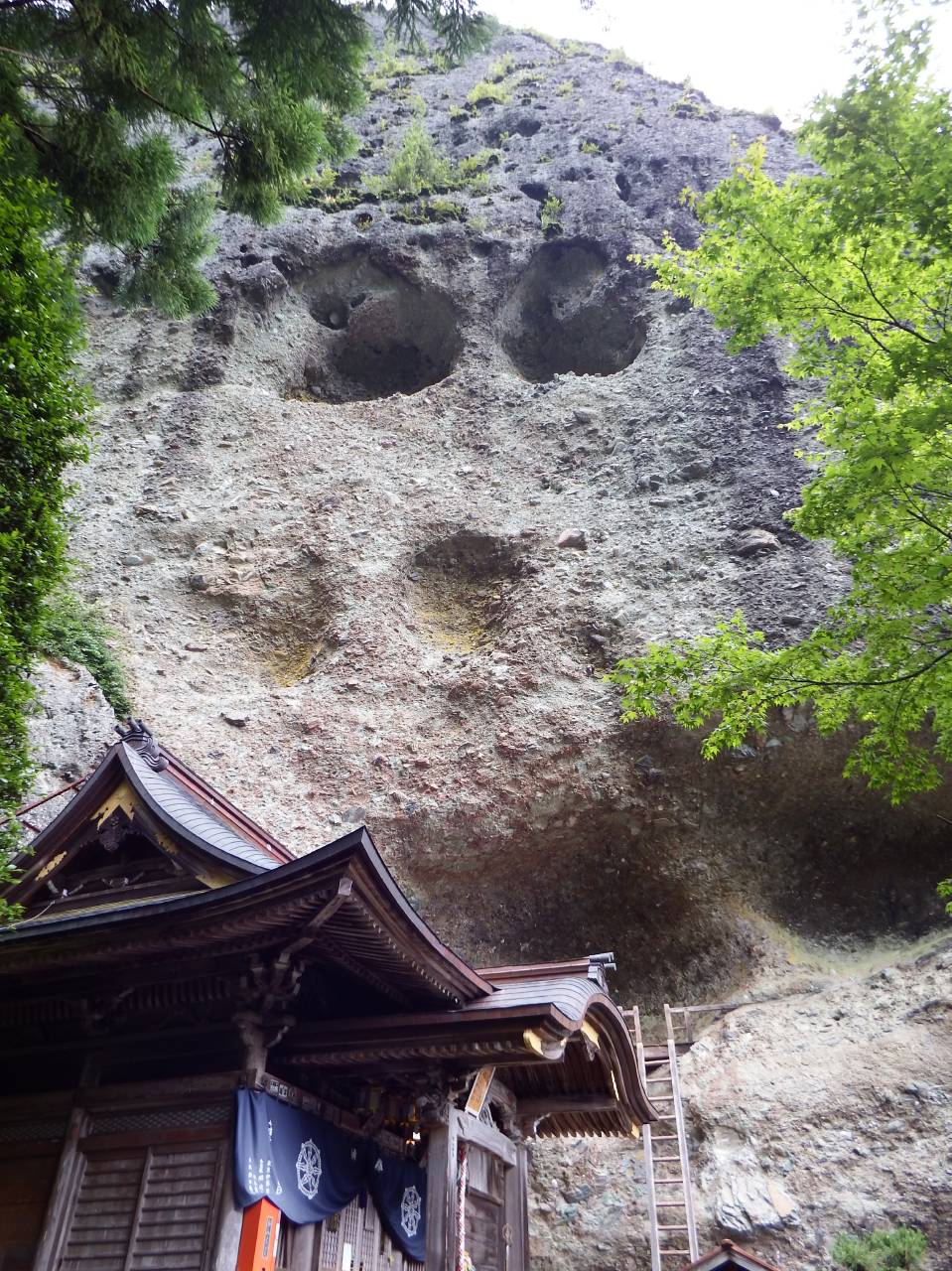
„Berggesicht“
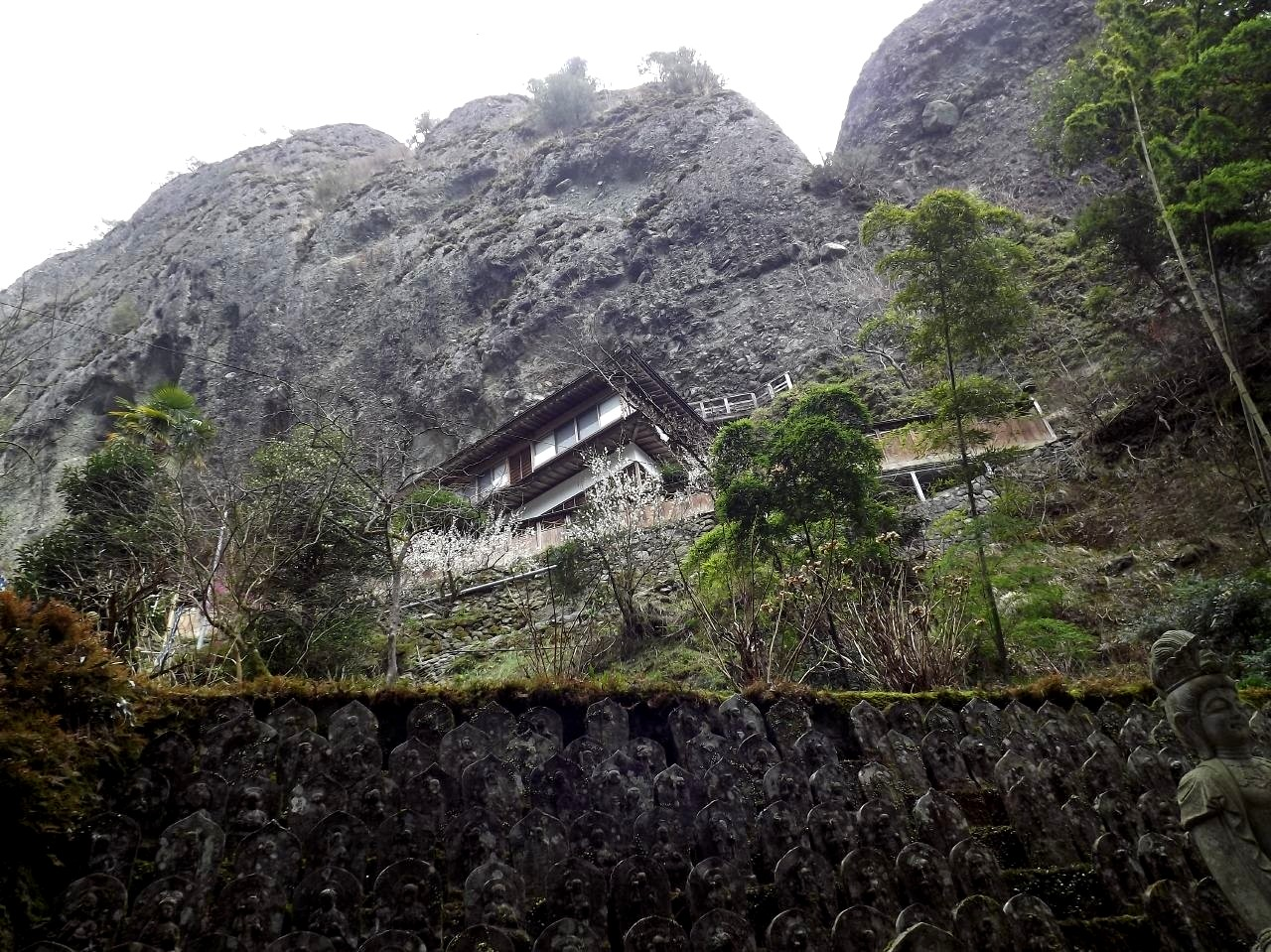
Klosteranlage